# Mycetophila laeta
Mycetophila laeta är en tvåvingeart som beskrevs av Walker 1848. Mycetophila laeta ingår i släktet Mycetophila och familjen svampmyggor. Arten är reproducerande i Sverige. Inga underarter finns listade i Catalogue of Life.